# Niek Michel
Niek Michel (Velsen, 1912. szeptember 30. – 1971. június 24.), holland válogatott labdarúgókapus.
A holland válogatott tagjaként részt vett az 1938-as világbajnokságon.